# Макичен, Аллан
Аллан Джозеф Макичен (англ. Allan Joseph MacEachen; 6 июля 1921, Инвернесс, провинция Новая Шотландия, Канада — 12 сентября 2017, Антигониш, провинция Новая Шотландия, Канада) — канадский государственный деятель, заместитель премьер-министра Канады (1977—1979 и 1980—1984).

## Биография
Родился в семье шахтёра. По окончании школы получил экономическое образование в Университете Святого Франциска Ксаверия с присвоением степени магистра искусств, затем стал доктором права (LL.D.) и получил высшую докторскую степень (Doctor of Letters). Работал в качестве профессора в том же высшем учебном заведении.
Его политическая карьера началась в августе 1953 г., когда он был избран в качестве кандидата от Либеральной партии в состав Палаты общин. В 1958 г. не был переизбран, однако в 1962 г. вновь становится депутатом, покинув Палату общин в 1984 г.
С 1963 г. неоднократно входил в правительство Канады:
- 1963—1965 гг. — министр труда,
- 1965—1968 гг. — министр национального здравоохранения и социального обеспечения и министр спорта,
- 1968—1970 гг. — министр трудовых ресурсов и иммиграции,
- 1970—1974 гг. — председатель Тайного совета Королевы для Канады,
- 1974—1976 гг. — министр иностранных дел,
- 1976—1979 гг. — председатель Тайного совета Королевы для Канады,
- 1977—1979 и 1980—1984 гг. — заместитель премьер-министра,
- 1980—1982 гг. — министр финансов,
- 1982—1984 гг. — министр иностранных дел Канады.

В парламенте страны также занимал руководящие должности. В 1967—1968, 1970—1974 и в 1976—1979 гг. — лидер правительства в Палате общин.
С 1977 по 1984 г. являлся заместителем председателя Либеральной партии и с октября по декабрь 1979 г. — временным лидером оппозиции в Палате общин.
С 1984 по 1996 гг. входил в состав Сената Канады. В июне-сентябре 1984 г. — лидер правительства в Сенате. До 1991 г. возглавлял сенатскую оппозицию. Был убеждённым противником введения налога на товары и услуги и использовал все возможные уловки, чтобы помешать правительству Малруни в его введении.
После выхода на пенсию в 1996 г. перешёл за зарплату в один доллар на должность консультанта Департамента иностранных дел и международной торговли. Однако в 1998 г. вскрылось обстоятельство, что он по-прежнему использовал свой офис в Сенате.
Университет им. Святого Франциска Ксавье проводит ежегодную именную лекцию в его честь. В 2000 г. был открыт Международный академический и культурный центр Аллана Макичен, представляющий собой комплекс из средней школы (Dalbrae Academy) и центра искусств Strathspey Pace.
В 2006 г. одобрил кандидатуру Боба Рэя как лидера Либеральной партии и был назначен почётным председателем партийной избирательной кампании.

## Награды и звания
В октябре 2008 г. был возведён в ранг офицера Ордена Канады.